# Søm
 For alternative betydninger, se Søm (flertydig). (Se også artikler, som begynder med Søm)
 Der er for få eller ingen kildehenvisninger i denne artikel, hvilket er et problem. Du kan hjælpe ved at angive troværdige kilder til de påstande, som fremføres i artiklen.

Et søm, der også kaldes spiger er en stiftformet, spidst objekt af metal, typisk stål, jern eller messing; messing benyttes af æstetiske hensyn, fordi metallet ikke ruster, eller fordi det ikke er magnetisk. De kan evt. være overtrukket med et lag zink som rustbeskyttelse. Dette kan enten ske ad galvanisk vej eller ved varmforzinkning (ukorrekt betegnet varmgalvanisering). Søm anvendes til at fastgøre ting med. Det kan f.eks. være træ mod træ eller træ mod beton. De længste søm er syvtommersøm, et ord der også er gået over i sproget i overført betydning – "slå noget fast med syvtommersøm" – at pointere noget med særlig vægt.
Et søm fastgøres med en hammer eller en sømpistol drevet af elektricitet, trykluft eller en lille eksplosiv ladning. Et søm holder materialerne sammen ved hjælp materialets interne sammenhængningskraft og friktion. I nogle sammenhænge hamres sømmet igennem og en mindre del af spidsen bøjes ("vejnes"=vegnes) for at hindre sømmet i at "falde" ud igen.

## Historie
De første masseproducerede søm blev klippet af en stålplade (USA 1700) og har et kvadratisk eller rektangulært tværsnit. Før den tid blev søm håndsmedet. I dag bliver søm "trådet" eller støbt.

## Typer og varianter
Søm findes i forskellige varianter. Disse er beskrevet herunder.

### Beslagsøm
Beslagsøm er søm med et stort fladt hoved, der kan benyttes til at fastgøre forskellige typer beslag. Typen kaldes til tider kamsøm, se dog disse. 

### Betonsøm
Betonsøm er søm af hærdet stål til fastgørelse i beton, når billeder og lignende skal hænges op. De er ikke beregnet til at blive drevet dybt ind, da dette er særdeles vanskeligt i beton. De kan findes støbt flere sammen med en lille krog af plastik. 

### Bølgesøm (alligatorsøm)
Bølgesøm er bølgede stålstrimler, der kan benyttes til at samle træstykker. 

### Dykkere
Dykkere er lange, slanke søm med et lille hoved, der gør det muligt at drive hovedet lidt ned under overfladen med en dyknagle. 

### Gjordstifter
Gjordstifter er runde søm med et stort fladt hoved, meget lig tagpapsøm. De benyttes til at befæstige gjorde på møbler. 

### Gulvsøm
Gulvsøm er blanke søm af cirka 5 cm længde, som bruges for at fæste gulvbrædder til underlaget (strøerne). Gulvsøm er skrueformede et stykke fra spidsen af og bider sig derfor bedre fast og er vanskelige at trække op igen.

### Hager / hagestifter / telefonhager
Hager er søm, hvor spidsen er bøjet i en ret vinkel. Drevet ind i en væg, kan man hænge forskellige ting på hagen. 

### Hesteskosøm
Hesteskosøm er solide søm, hvormed en hestesko fastgøres til hoven. 

### Kamsøm / kamstifter
Kamsøm er små søm med et fladt hoved. De er ofte blånet i et saltbad, såkaldte blå kamsøm. De benyttes til at fastgøre betræk af stof eller læder på møbler og lignende eller til f.eks. at fastgøre malerlærred til en blændramme.

### Kobbersøm
Kobbersøm er søm udført af kobber og af form som et almindeligt træsøm. Ved at indrive kobbersøm i stort antal i træ, der udsættes for fugt eller ligefrem for havvand, kan dette beskyttes mod råd, pæleorm og begroning.

### Kramper
Kramper er u-formede stykker af ståltråd, der er spidset i begge ender. De kan bl.a. benyttes til at fastholde metaltråd eller metalnet til en pæl. Mindre heldigt er det at fastgøre ledninger med kramper, da de let beskadiger isoleringen. 

### Ledningssøm
Ledningssøm er mindre stifter med et omstøbt plastikhoved, der kan fastholde en ledning uden at beskadige isoleringen. Plastikhoveder fås i forskellige faconer og størrelser. 

### Møbelsøm / pyntesøm
Møbelsøm er søm med et særligt dekoreret hoved. De kan ofte bruges som polstersøm.

### Pandepladesøm
Pandepladesøm er søm med et halvrundt hoved, der benyttes til fastgørelse af blikplader på et tag (pandeplader).

### Polstersøm
Polstersøm er søm med et stort og smukt hoved, gerne af messing, men også forgyldte polstersøm findes. De benyttes til at fastgøre betrækket på møbler. 

### Rørsøm
Rørsøm er runde søm med et bredt, fladt hoved. De ligner meget tagpapsøm, men bruges til at fastgøre rørholdere. 

### Skomagersøm (pløkker)
Sømmene bruges til at fastgøre sålelæder på fodtøj. Dette sker sjældent i dag. De svarer til blå kamsøm.  

### Stifter
Stifter er ”almindelige søm”, dvs. med et rundt eller kvadratisk tværsnit og et tydeligt hoved. Som stifter betegnes til tider også små, meget tynde søm med et meget lille hoved (dvs. egentlig små dykkere). De kan benyttes til at fastgøre trælister. Når hovedet drives lidt ned under overfladen med en dyknagle, er de ikke særligt iøjnefaldende. De benyttes også til at fastgøre glas i vinduesrammer og indrammede billeder. Når de bruges til at fastholde vinduesglas, dækkes de med kit. Stifter er til tider udført af messing. 

### Stilladssøm
Stilladssøm er forholdsvis store søm med et dobbelt hoved. De drives kun ind til det første hoved. Derved er det let at få fat i sømmet, når det skal trækkes ud igen. Ligeledes kan mursnor fastgøres til den udragende del af sømmet.

### Stålsøm
Stålsøm er som oftest runde i tværsnit De er fremstillet af stål hærdet i et saltbad, hvilket giver dem en blå overflade. De er meget stive, og kan derved lettere drives ind i en mur.

### Tagpapsøm (papsøm)
Tagpapsøm er korte runde søm med et stort, fladt hoved. De er ofte varmforzinkede (”galvaniserede), men blanke søm findes også. De kan bruges til at fastholde tagpap og lignende byggematerialer. 

### Tæppesøm
Tæppesøm er i princippet det samme som polstersøm, idet de dog bruges til at sømme tæpper fast til gulve og trapper, så de ikke glider. De er gerne udført med messinghoved.

### Vinduesstifter
Vinduessøm er mindre søm med et halvrundt hoved.

## Ekstern henvisning
- Wikimedia Commons har flere filer relateret til Søm

Ordbog over der Danske Sprog (om vegning)